# Merck KGaA
Merck KGaA (ismert még “Merck Group” vagy "EMD") egy német vegyszer- és gyógyszergyártó vállalat, melyet 1668-ban alapítottak Darmstadtban. Egyike a legrégebbi, ma is működő vegyipari/gyógyszeripari vállalatoknak. A cég tulajdonjogát 1995-ig 100%-ban a Merck család birtokolta, de ez után is megmaradtak többségi tulajdonosnak.
Az I. világháborút követően a Merck elvesztette a külföldi gyárait, közte az Amerikai Egyesült Államok beli Merck & Co.-t is: a Merck & Co. ma már egy önálló vállalat, amely az USA és Kanada határain kívül MSD (Merck Sharp and Dohme) néven működik.
A Merck KGaA elsősorban Európában ismert, azonban 2007-től fokozottan koncentrál az ázsiai és dél-amerikai piacokra is. Mivel az Egyesült Államokban és Kanadában a Merck név használata a Merck & Co. joga, így a Merck KGaA Észak-Amerikában a termékeit az EMD (Emanuel Merck, Darmstadt) márkanév alatt értékesíti.

## Történelem
A Mercknek színes és változatos a történelme. A cég gyökerei a 17. századra vezethetőek vissza. 1668-ban, Friedrich Jacob Merck, egy gyógyszerész, megnyitotta az "Engel-Apotheke"-t (Angyal gyógyszertár) Darmstadtban, Németországban.
1816-ban, Emanuel Merck vette át a patika irányítását. Hála a kimagasló tudományos képzettségének, sikeresen izolált és határozott meg különböző alkaloidákat a gyógyszertár laboratóriumában. Ezeket az anyagokat 1827-ben nagy mennyiségben kezdte gyártani, majd eladta azokat az orvos és vegyész kollégáinak. Társaival felépítettek egy vegyszer- és gyógyszergyárat, ahol – a gyógyszerek előállításához szükséges alapanyagokon túl – vegyszerek (majd 1890-től) gyógyszerek széles skáláját kezdték el gyártani.
1891-ben, Georg Merck letelepedett az Amerikai Egyesült Államokban és megalapította a Merck & Co.-t New Yorkban. A Merck & Co.-t az I. világháborút követően elcsatolták és önálló vállalatkén kezdett működni az Egyesült Államokban.

## Gyógyszergyártás
Sok népszerű és sikeres termék került ki a Merck laboratóriumából. Miután 1805-ben Wilhelm Adam Sertürner izolálta a morfint ópiumból, a Merck úttörő szerepet játszott (1827-től) a morfin üzemi méretű gyártásában1884-től a Merck döntő szerepet játszott a kokain előállításában és forgalmazásában is. Sigmund Freud, az Über Coca (1884) szerzője, a Merck cocain kutatásainak lelkes támogatója volt, önmagán tesztelte a szert, mint a depresszió kezelésének egyik ígéretes lehetőségét.
Az I. világháború környékén, a Merck folyamatosan dolgozta ki a különböző szabadalmaztatott gyógyszert, amely MDMA-t tartalmazott (ecstasy). Később a vitaminokra összpontosítottak, melynek eredményeképpen 1927-ben bemutatták a Vigantolt, majd 1934-ben a Cebiont.
Miután Németország a második világháborúból vesztesen került ki, a Mercknek biztosította a katonai vezetés a gyógyszerek, peszticidek, élelmiszer-ipari segédanyagok, reagensek és finomvegyszerek gyártásának jogát laboratóriumi használatra. Később a "Wirtschaftswunder" (gazdasági csoda) idején a Merck két számjegyű eladási növekedést produkált több éven át. Olyan sikeres gyógyszeripari termékek is ebben az időszakban kerültek ki a cég laboratóriumából mint a különböző kortikoid tartalmú készítmények – például a Fortecortin, amelyet a mai napig használnak –, a meghűlés tüneteit enyhítő Nasivin vagy a hormonkészítmények Gestafortin és a Menova.
A Merck's kutatói jelenleg az oncológiai és a kardio-metabolikus készítmények fejlesztésére összpontosítanak. Az előbbi terápiás területen az első piacra bocsátott termékük az Erbitux (cetuximab), amelyre az egész világon értékesítési joguk van. Az Erbitux 2006-ban a Merck's legtöbbet keresett termékei közé tartozott.
A Merck fontosabb termékei még: Metformin, Bisoprolol, Levothyroxine és a Digitoxin.

## Vegyszergyártás
A vegyiparban a Merck két kiemelkedő fejlesztése:
- gyöngyházfényű pigmentek kifejlesztése 1957-ben;

- a folyadékkristály kifejlesztése 1967-ben.

Az analitikai kémia terén a Merck mindig is vezető szerepet játszott a kromatográfiás eljárások fejlesztésében.

## A Merck Magyarországon
Magyarországon a Merck Kft. forgalmazza a Merck gyógyszer és kémiai termékcsaládját is, jelenleg több mint 100 alkalmazottal üzemel a cég, mint Magyarország egyik meghatározó laboratóriumi vegyszer és eszköz forgalmazója.